# 76e corps de blindés (Allemagne)
Pour les articles homonymes, voir 76e corps.
Le 76e corps de blindés (en allemand : LXXVI. Panzerkorps) était un corps d'armée d'unités blindés (Panzer) de l'armée de terre allemande : la Heer au sein de la Wehrmacht pendant la Seconde Guerre mondiale.

## Historique
Le LXXVI. Panzerkorps est formé le 22 juillet 1943 à partir du LXXVI. Armeekorps.

Il combat en Sicile, à Salerne, à Cassino et à Foggia. Il se bat dans la région d'Anzio de février à juin 1944 avant de retraiter vers Florence et Bologne où il reste jusqu'à la fin de la guerre.

## Organisation

### Commandants successifs
| Date                                | Grade                                           | Commandant                |
| ----------------------------------- | ----------------------------------------------- | ------------------------- |
| 23 juillet 1943 - 28 février 1944   | Generalleutnant, puis General der Panzertruppen | Traugott Herr             |
| 1er mars 1944 - 15 avril 1944       | Generalleutnant                                 | Dietrich von Choltitz     |
| 16 avril 1944 - 23 novembre 1944    | General der Panzertruppen                       | Traugott Herr             |
| 24 novembre 1944 - 16 décembre 1944 | Generalleutnant                                 | Friedrich-Wilhelm Hauck   |
| 17 décembre 1944 - 26 décembre 1944 | General der Panzertruppen                       | Traugott Herr             |
| 27 décembre 1944 - 25 avril 1945    | Generalleutnant, puis General der Panzertruppen | Gerhard Graf von Schwerin |
| 25 avril 1945 - 8 mai 1945          | Generalleutnant                                 | Karl von Graffen          |

## Théâtres d'opérations
- Sicile, Salerne et Cassino : Juillet 1943 - Février 1944
- Anzio : Février 1944 - Juillet 1944
- Florence et Bologne : Juin 1944 - Décembre 1944
- Nord-est de l'Italie : Décembre 1944 - Mai 1945

## Ordre de batailles

### Rattachement d'Armées
| Date      | Armée     | Groupe d'Armées |
| --------- | --------- | --------------- |
| 1943      |           |                 |
| Juillet   | z. Vfg.   | Heeresgruppe D  |
| Août      | z. Vfg.   | OB Süd          |
| Septembre | 10. Armee | OB Süd          |
| Décembre  | 10. Armee | Heeresgruppe C  |
| 1944      |           |                 |
| Janvier   | 10. Armee | Heeresgruppe C  |
| 3 février | 14. Armee | Heeresgruppe C  |
| 6 juin    | 10. Armee | Heeresgruppe C  |
| 1945      |           |                 |
| Janvier   | 14. Armee | Heeresgruppe C  |

### Unités subordonnées

#### Unités organiques
- Arko 476
- Korps-Nachrichten-Abteilung 476
- Korps-Nachschubtruppen 476

#### Unités rattachées
26 décembre 1943
- 65. Infanterie-Division
- 26. Panzer-Division
- 90. Panzergrenadier-Division
- 1. Fallschirmjäger-Division
- 334. Infanterie-Division

3 février 1944
- 3. Panzergrenadier-Division
- 715. Infanterie-Division
- 26. Panzer-Division
- Fallschirm-Panzer-Division "Hermann Göring"

16 septembre 1944
- 278. Infanterie-Division
- 71. Infanterie-Division
- 98. Infanterie-Division
- 26. Panzer-Division
- 29. Panzergrenadier-Division
- 1. Fallschirmjäger-Division
- 356. Infanterie-Division
- 20. Luftwaffen-Feld-Division

1er mars 1945
- 26. Panzer-Division
- 98. Infanterie-Division
- 362. Infanterie-Division
- 42. Jäger-Division
- 162. Infanterie-Division (turk)

### Sources
- (de) LXXVI. Panzerkorps sur lexikon-der-wehrmacht.de